# Hannah Forster
Hannah J. Forster (nacida a finales de los años 50) es una bibliotecaria y activista de los derechos humanos de gambiana.

## Biografía
Después de trabajar en una oficina por un corto período de tiempo, trabajó para la Biblioteca Nacional de Gambia. Luego se graduó en la Universidad de Ghana con un título en biblioteconomía y, enseguida, se formó en la Universidad de Loughborough, en Gran Bretaña, con una licenciatura en biblioteconomía y ciencias de la información. En la Scuola Superiore Sant'Anna, hizo una maestría en Derechos Humanos y Gestión de Conflictos.
Alrededor de 1990 trabajó en el Centro Africano para Estudios de sobre Democracia y Derechos Humanos (ACDHRS). Después de la muerte repentina de Zoe Tembo, fue nominada directora del instituto en marzo de 2001. Era la funcionaria con más años de servicio en el momento del nombramiento.
Además de su trabajo en ACDHRS, participa en otras varias organizaciones. Desde 2006 fue presidenta del Fórum de la Democracia Africana y es miembro del Comité Director del Movimiento Mundial por la Democracia y miembro del Consejo para una Comunidad de Democracias y Solidaridad por los Derechos de las Mujeres Africanas (SOAWR). De 1992 a 2009 fue consultora de Sistemas de la Información y Documentación de los Derechos Humanos (HURIDOCS).  De 2004 a 2010 impartió cursos en el Centro de los Derechos Humanos de la Universidad de Pretoria.
En 2007 recibió el Premio Internacional para Mujeres Valientes del Departamento de Estado de los EE. UU., que le concedió el embajador de los Estados Unidos en Gambia, Joseph D. Stafford.